# استهاوس
استهاوس (به فرانسوی: Osthouse) یک کمون در فرانسه با جمعیت ۹۶۹ نفر است که در Canton of Erstein واقع شده‌است.